# Son Ngoc Minh
Son Ngoc Minh (Trà Vinh, 1920 – Pekín, 22 de diciembre de 1972), también conocido como Achar Mean, fue un político comunista de Camboya, el primer éxito lo obtuvo en 1950, cuando fue nombrado jefe del gobierno revolucionario provisional organizado por el Frente Issarak Unido en Hong Dan. Entre sus amigos vietnamitas era conocido como Phạm Văn Hua.

## Biografía
Son Ngoc Minh nació el 1920 en la provincia de Trà Vinh, en el Vietnam,  hijo de padre jemer y madre vietnamita. Se convirtió en predicador budista (Achar). En el transcurso de la Guerra de Indochina fue reclutado por las tropas comunistas vietnamitas (Viet Minh) para servir al presidente del recientemente creado Comité de Liberación del Pueblo Camboyano (CAPC) a Battambang. Minh había nacido en el distrito jemer del sur del Vietnam, con ascendencia mestiza jemer y vietnamita, hecho que comportaba que fuera el más cercano que tenían los vietnamitas a un auténtico jemer revolucionario. Su nombre de guerra intentaba capitalizar la popularidad del rival de Norodom Sihanouk, Sơn Ngọc Thành, que entonces todavía estaba en el exilio de Francia. Posteriormente, Son Ngoc Minh se convirtió en el líder del primer congreso nacional de los grupos de izquierda del movimiento Khmer Issarak, de los cuales surgió el Frente Issarak Unido. En 1950 declaró formalmente la independencia de Camboya, después de exponer que lo FIU controlaba una tercera parte del país.
Junto con Tou Samouth, Minh fundó el Partido Revolucionario del Pueblo Jemer (PRPK) en agosto de 1951. Minh se mantuvo como una de las figuras más relevantes del partido, participando en su gestión principalmente desde Hanói, en el Vietnam del Norte, hasta el 1972, cuando a petición de Ieng Sary fue enviado a un hospital de Pekín, China, para ser tratado de presión alta en la sangre. Minh murió allí el 22 de diciembre. Su muerte hizo disminuir, todavía más, la influencia de los comunistas entrenados en Hanói dentro del partido, incrementando en cambio el poder de la línea dura del partido, liderada por Pol Pot.